# Luc Chanteloup
Pour les articles homonymes, voir Chanteloup.
Luc Chanteloup, né 27 octobre 1963 au Mans, est un chimiste et historien français.

## Biographie
Luc Chanteloup fait ses études de biochimie à l'Université d'Orléans avec Pierre Sinaÿ et de chimie organique à l'Université Paris-Sud avec Henri Kagan. Il soutient en 1992, sous la présidence du professeur Richard R. Schmidt (de), un doctorat de chimie organique sur le marquage isotopique de l'ADN au carbone 13. Ses travaux en synthèse chimique permettent d'étudier un ADN marqué au carbone 13 par spectroscopie RMN pour la recherche d'anticancéreux pour lesquels il collabore aux revues scientifiques Magnetic Resonance in Chemistry, Journal of Biomolecular NMR, Tetrahedron Letters, Journal of the American Chemical Society. Il poursuit ses recherches dans les domaines de la thérapie génique avec des synthèses d'ADN antisens sous la direction de Claude Hélène et dans la chimie des substances actives avec Pierre Potier.
En 1995, il rejoint l'industrie pharmaceutique comme directeur de la recherche et développement, de l'assurance qualité et de l'environnement. Il est à l'origine de plusieurs découvertes brevetées en applications industrielles avec une synthèse originale d'un anticancéreux tiré des feuilles d'if : le Paclitaxel.
En 2002, il est proposé par Défense conseil international comme directeur pédagogique dans l'enseignement supérieur auprès du ministère de la Défense. Ses travaux de recherche qui consistent à la formation et à l'encadrement d'élèves ingénieurs étrangers à l'École polytechnique portent sur des problématiques de mathématiques complexes et sur les travaux de Benoît Mandelbrot sur les fractales.
Au Prytanée national militaire de La Flèche, il redécouvre le cabinet de physique-chimie de Jean-Marie Taupenot, pionnier de la photographie, au XIXe siècle et met en valeur sa collection d'instruments scientifiques du Second Empire ainsi que la lentille à échelon d'Augustin Fresnel. Pour présenter cette collection, il fonde l'Espace Pierre Guillaumat qui est inauguré par Pierre-Gilles de Gennes le 2 avril 2005. Il créer des opérations pédagogiques comme Le Printemps des sciences et Éducation culture et patrimoine en collaboration avec les collectivités et les acteurs de l'Éducation nationale afin de valoriser les collections scientifiques de l'établissement fléchois. Engagé dans la culture scientifique en histoire des sciences, il intervient dans la formation d'élèves ingénieurs à l'ESGT (sciences de la Terre) dont il coordonne la réalisation de l'ouvrage Génies de la Sarthe. À la suite de la parution de cet ouvrage, il anime quatre-vingt-quatre chroniques radio pour France Bleu Maine avec Bruno Vandestick et fait ainsi découvrir des « génies » en lien avec son département : la Sarthe.
En 2006, il est professeur à l'Institut supérieur des matériaux du Mans (ISMANS science des matériaux). En 2010, avec les élèves de l'ISMANS, il participe au projet d'invention de l'Aérolabe proposé par l'artiste Gaspard Schlum, comme l'un des premiers dirigeables solaires.
Il rédige des articles scientifiques avec le photographe Gilles Kervella pour la revue Maine-Découvertes éditée par les éditions de la Reinette. Il y rencontre le dessinateur Jean-Luc Prou. Nait alors l'idée de raconter une aventure dessinée afin que les plus jeunes découvrent une peinture médiévale : les anges musiciens de la cathédrale du Mans. Luc Chanteloup scénarise Le Cycle de l'échiquier : Le Secret des anges, Jean-Luc Prou réalise les dessins et Esteban Prou assure les couleurs de cette bande dessinée historique dont l'action se déroule au Mans, en 1392, sous le règne de Charles VI. À cette occasion, il reconstitue l'eschiquier, un instrument de musique médiéval aujourd'hui disparu, objet principal sur lequel est basée l'intrigue du Secret des anges. Des pages documentaires illustrées par des photographies de Gilles Kervella, prix Niépce 1980, renvoient vers des passages de la bande dessinée.
Dans l'hebdomadaire La Vie, Luc Chanteloup est qualifié de polymathe. De façon concomitante à son parcours scientifique, il fait de la musique ancienne depuis l'âge de 11 ans. En 2007, il rédige ses mémoires sur ses expériences musicales dans le tome 2 de l'ouvrage La Musique à la cathédrale du Mans, des origines à nos jours.
Après plus de dix ans de recherche sur l'histoire des jeux de société, il invente  un jeu de stratégie combinatoire abstrait : Abak. Le jeu sera édité en 2016 chez Lujees édition et classé Leader game en 2020 par l'Université de Maastricht.
Il travaille actuellement dans le développement stratégique de l'ingénierie de formation et le financement de l'aide à l'innovation.

## Publications
- Les Anges musiciens de la cathédrale du Mans (avec CD audio), Luc Chanteloup, Jean-Marcel Buvron, Philippe Lenoble, éd. de la Reinette, 2003 et 2005
- Les Trésors du Prytanée national militaire de La Flèche, Luc Chanteloup, Claude Aubert, éd. de la Reinette, 2004
- La Musique à la cathédrale du Mans : du Moyen Âge au XXIe siècle (avec CD audio), Luc Chanteloup, Philippe Lenoble, éd. Psallette, 2 vol., 2007
- Les Anges musiciens de la cathédrale du Mans : un concert céleste, Luc Chanteloup, éd. de la Reinette, 2009
- La Cathédrale Saint-Julien du Mans : de l'obscurité à la lumière, Luc Chanteloup, éd. de la Reinette, 2010
- Éducation, culture et patrimoine, Luc Chanteloup, éd. de la Reinette, 2011
- Le Cycle de l'échiquier : Le Secret des anges, Luc Chanteloup, Jean-Luc Prou, Esteban Prou, éd. de la Reinette, 2012
- Le Cycle de l'échiquier : Le Secret des anges, Luc Chanteloup, Jean-Luc Prou, Esteban Prou, éd. Lujees, 2014
- Patrimoine géologique : stratotype Cénomanien, collectif coordonné par Nicolas Morel, éd. Muséum national d'Histoire naturelle, 2015
- Génies de la Sarthe, collectif sous la direction de Luc Chanteloup, éd. Lujees, 2014 et 2018
- Histoire des évêques du Mans, collectif (dir. Thierry Trimoreau), éd. grand-public, Siloë, 2018
- Histoire des évêques du Mans, collectif (dir. Thierry Trimoreau), éd. scientifique, LFCV, 2019; sous l'égide de l'Université du Mans.
- Histoire des évêques du Mans, collectif (dir. Thierry Trimoreau), éd. scientifique, Art et Civilisation du Maine, 2020, sous l'égide de l'Université du Mans.

### Jeu
- Abak, éd. Lujees, 2016

## Vidéos en ligne
- Premier vol de l'Aérolabe, l'aéronef qui s'inspire des goélands (Céline Agniel, AFP, 2009)
- Abak, un nouveau jeu de société (France 3, 2017)